# Claudio Santamaria
Claudio Santamaria (n. 22 iulie 1974, Roma, Italia) este un actor italian, câștigător al David di Donatello pentru cel mai bun actor principal (2016) pentru Lo chiamavano Jeeg Robot.

## Filmografia
- Fuochi d'artificio (1997)
- Almost Blue (2000)
- L'ultimo bacio (2001)
- La stanza del figlio (2001)
- Paz! (2002)
- Passato prossimo (2003)
- Il cartaio (2004)
- Agata e la tempesta (2004)
- Ma quando arrivano le ragazze? (2005)
- Romanzo criminale (2005)
- Melissa P. (2005)
- Casino Royale (2006)
- Fine pena mai (2007)
- Il caso dell'infedele Klara (2009)
- Baciami ancora (2010)
- Gli sfiorati (2011)
- Terraferma (2011)
- I primi della lista (2011)
- Diaz - Don't Clean Up This Blood (2012)
- Torneranno i prati (2014)
- Il venditore di medicine (2014)
- Lo chiamavano Jeeg Robot (2015)
- Brutti e cattivi (2017)
- Tutto il mio folle amore (2019)
- Gli anni più belli (2020)
- Freaks Out (2021)
- Educazione fisica (2022)